# Papuamyr omhifosga
Espèce
Papuamyr omhifosga est une espèce d'araignées aranéomorphes de la famille des Salticidae.

## Distribution
Cette espèce est endémique de la province des Hautes-Terres méridionales en Nouvelle-Guinée orientale en Papouasie-Nouvelle-Guinée,. Elle se rencontre vers Putuwé.

## Description
La carapace du mâle holotype mesure 1,31 mm de long et l'abdomen 1,24 mm et la carapace de la femelle paratype mesure 1,13 mm de long et l'abdomen 1,46 mm.

## Publication originale
- Maddison & Szűts, 2019 : Myrmarachnine jumping spiders of the new subtribe Levieina from Papua New Guinea (Araneae, Salticidae, Myrmarachnini). ZooKeys, no 842, p. 85-112 (texte intégral).